# جونيور ارياس
جونيور ارياس (بالإسبانية: Junior Arias) (17 مايو 1993 بمونتفيدو في الأوروغواي - ) هو لاعب كرة قدم أوروغواني في مركز الهجوم. لعب مع التانك سيلي ونادي ليفربول (مونتفيدو).

## روابط خارجية
- جونيور ارياس على موقع قاعدة بيانات كرة القدم.إي يو (الإنجليزية)
- جونيور ارياس على موقع Soccerway.com (الإنجليزية)